# Zuhajr ibn Abi Szulma
Zuhajr ibn Abi Szulma (meghalt 622 előtt) a dzsáhilijja korának egyik kiemelkedő arab költője volt. A Muzajna törzshöz tartozott, számos rokonához (például két nőtestvére, Szulma és al-Hanszá; mostohaapja, Ausz ibn Hadzsar és nem utolsósorban fia, a Mohamed próféta udvari költőjeként működő Kaab ibn Zuhajr) hasonlóan jelentős érdemeket szerzett a poétikában.
A több híres költőt adó Banu Dzubján törzs Abd al-Uzza klánjának tagja volt, amely tény – lévén az édesanyjának törzse – a korabeli arábiai matriarchátust bizonyítja. A fennmaradt adatok alapján 540 körül született, és még azelőtt elhunyt, hogy törzstársai felvették volna az iszlámot 622-ben. Fő témájául a Dáhisz–Gabrá-háború szolgál, annak befejezését a műveiből ismerjük. A vérbosszúk miatt elnyúló hadakozásnak végül a Dzubján törzs két nemes tagja, Hárim ibn Szinán és al-Hárisz ibn Ausz vetett véget, amikor kifizették az Absz törzs minden vérdíj-követelését. Ennek megfelelően Zuhajr kaszídái elsősorban az említett férfiak bőkezűségét dicsőíti, és kevésbé a sivatagi beduinélet viszontagságairól énekelnek.
Költészete szentenciózus, erkölcsi tanító célzatú bölcsességekben gazdag gazdagon – elképzelhető, hogy a kereszténység hatására. Műveit hosszasan csiszolgatta, ami kirívó volt improvizáló kortársai között. Számos témában alkotott: szatirikus verseket (hidzsá) és leírásokat (vaszf) is költött, de az utókor mindenekelőtt a dicsverseinek (madíh) és az aforizmatikus, bölcsességeket megfogalmazó költeményeinek (hikma) jelentőségét emelték ki. Az arab és az európai irodalomtörténészek hagyományosan bölcs, öreg, igazi törzsi költőnek, moralistának és békefenntartónak ábrázolják, akinek alkotásaiban az iszlám előtti kor számos pozitív vonása szerepel. Egyik híres verse a Káfijja (azaz „k” betűre rímelő vers), amelynek első kétharmada egy utazás leírása, az utolsó harmad az ellenséges törzs gúnyolása és fenyegetése. Legismertebb költeményének, melyet a legjobb pogány kori verseket összegyűjtő Muallakátba is beválogattak, két kezdősora (Goldziher Ignác fordításában):
„Vajon 'Umm ʿAwfā lakóhelyéből való-e egy hamudomb, mely meg nem szólal

Darrāğ és Mutaṯallam kemény földjén?”